# 푸른 동굴 (몰타)
푸른 동굴(Taħt il-Ħnejja)은 몰타의 남동쪽 해안에 있는 여러 해식동굴을 일컫는 말로, 몰타의 위드 이즈-주리에크 어항 경계에서 가까운 거리에 있다. 위드 이즈-주리에크, 푸른 동굴 및 인근 동굴은 1993년 지방 의회법과 1910년 렌디 마을과 주리 마을 간의 관할권 분쟁으로 인해 모두 렌디 마을 경계 내에 위치하며, 이는 렌디에 유리하게 판결되었다.
위드 이즈-주리에크 항구와 푸른 동굴 해식동굴은 모두 조류 보호구역인 작은 무인도 필플라섬의 반대편 해안선에 위치해 있다.
동굴의 위치 때문에 바닷물이 동굴 벽과 천장에 파란색 음영을 반사한다.
몇몇 동굴은 수중 식물과 동물의 화려한 인광 색상을 반영하며, 다른 동굴은 깊고 어두운 파란색 음영을 띤다.
수중에서는 빨간색, 자주색, 녹색, 주황색, 노란색 등 다양한 색상이 방문객에게 인상적인 그림을 선사한다.
푸른 동굴은 몰타 관광객들에게 인기 있는 목적지로, 날씨가 허락하는 한 연중 내내 동굴을 방문하는 보트 투어가 운영된다.
근처에 침몰한 움 엘 파루드 난파선에서 스쿠버 다이빙을 하고, 해안선을 따라 스노클링을 하는 것과 암벽 등반이 이곳에서 가장 인기 있는 활동이다.
이 장소는 많은 영화 제작자들에 의해 큰 스크린 및 TV 프로덕션에 여러 번 사용되었는데, 예를 들어 Hell Boats, 트로이, 어메이징 레이스의 25번째 시즌, "캐드베리 밀크 트레이" 초콜릿 광고, 그리고 라이 2 여행 프로그램 세레노 바리아빌레 등이 있으며, 그 외에도 더 작은 의뢰 및 사진 촬영에도 사용되었다.

## 갤러리

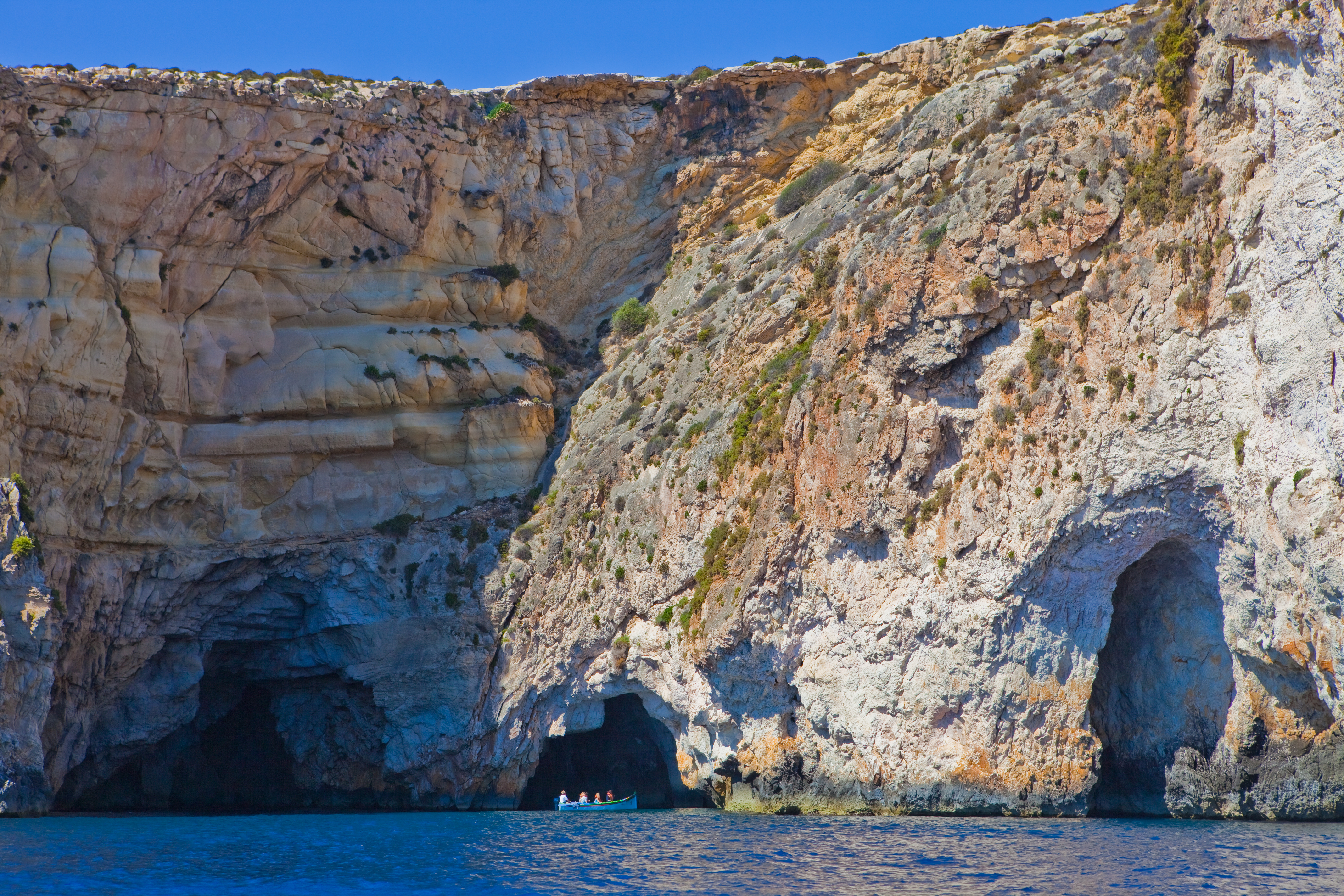
푸른 동굴의 관광 보트.
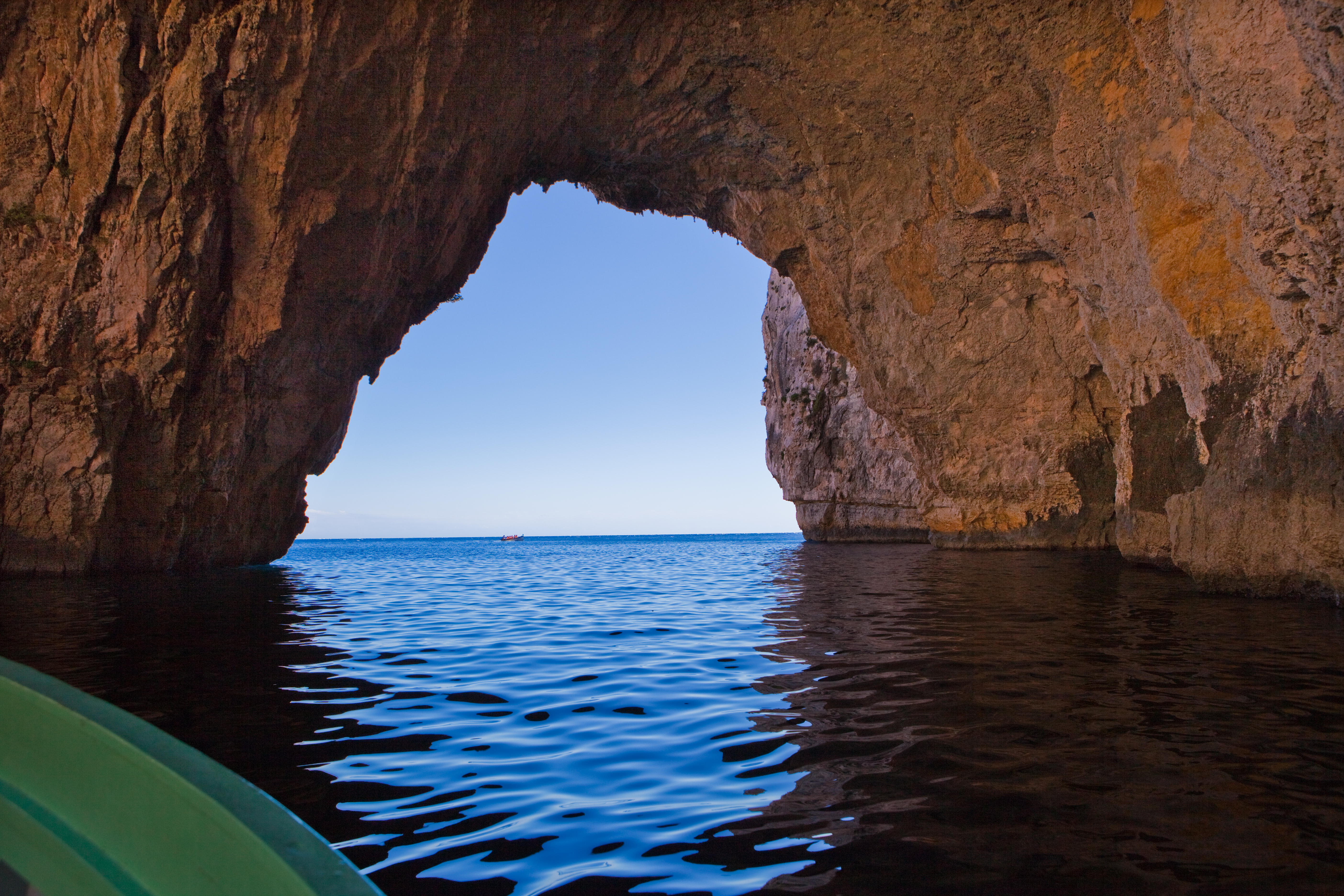
푸른 동굴 내부에서 본 모습.
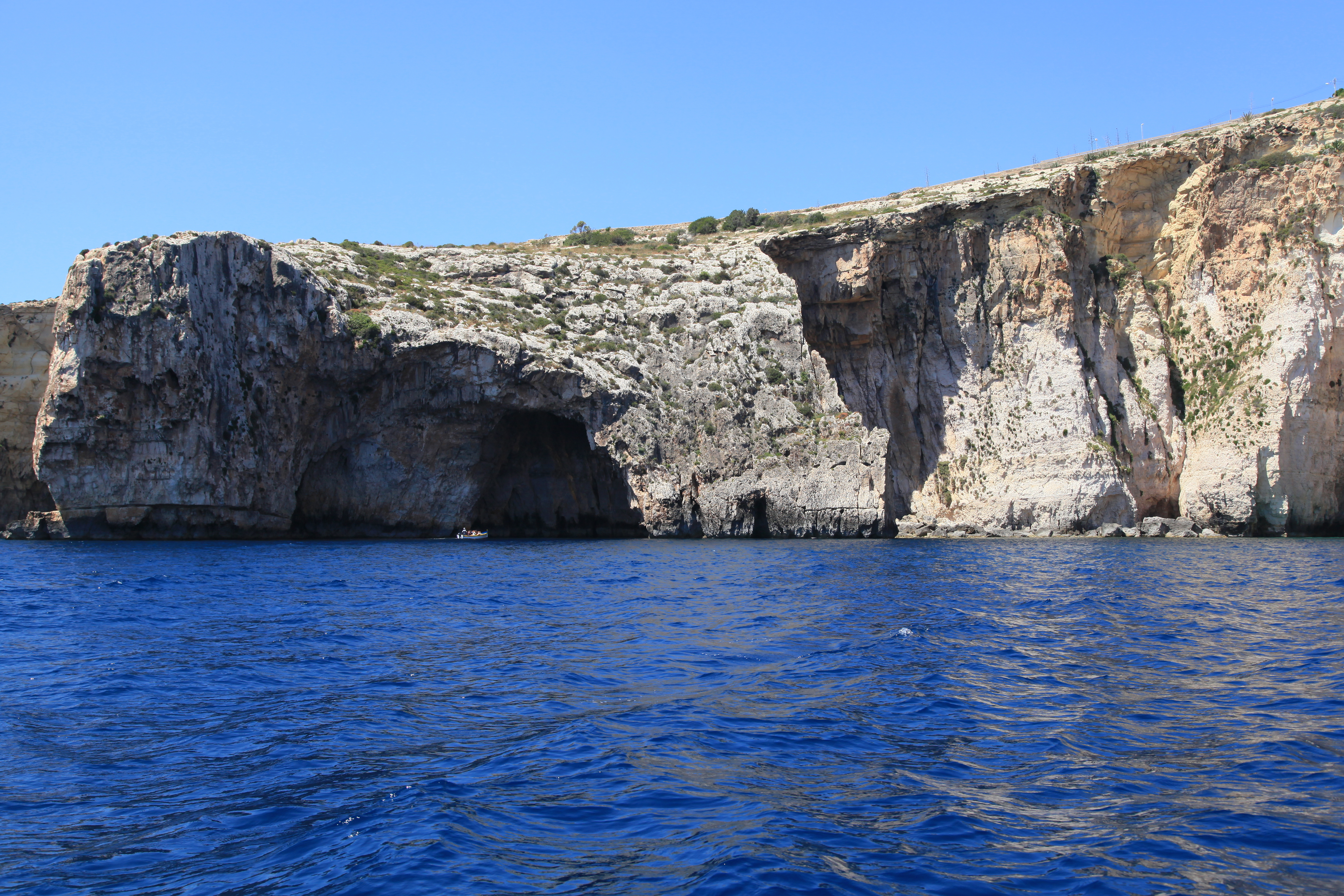
해수면에서 본 동굴 외부 모습
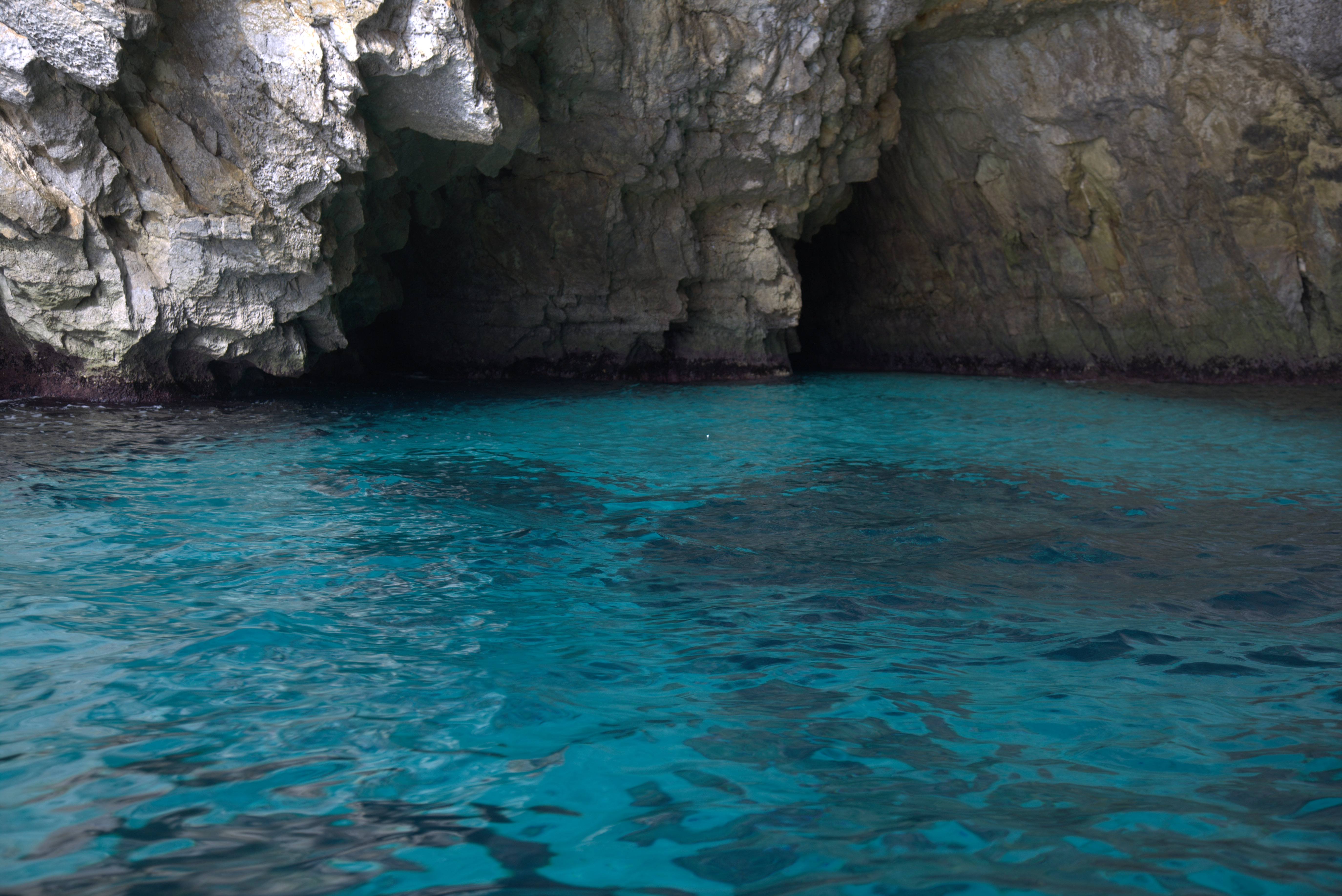
푸른 동굴의 물